# Tyndareos
Tyndareos (greaca veche:Τυνδάρεωςa, românizat Tindareu, Tindar) a fost  rege în Sparta, fiul lui Oebalus sau Pereires și al Gorgophonei sau Bateia (fiica lui Perseu). Tyndareos a fost soțul lui Leda. Tyndareos a avut copii pe Elena, Polux, Castor, Clitemnestra, Timandra, Phoebe și Philonor.

## Primii ani de domnie
Tyndareos a devenit regele Laconiei (regiunea pe care o stăpânea Sparta) după moartea tatălui său Oebalus, dar în scurt timp puterea a fost uzurpat de fratele său Hippocoon. Mai târziu, Heracle l-a ucis pe Hippocoon și pe fiul acestuia Licon, redându-i lui Tyndareos tronul. Icarios, tatăl Penelopei fost frate cu Tyndareos.
Legenda spune că Leda - fiica regelui Thestios al Etoliei și soția lui Tyndareos - a fost sedusă de Zeus și a născut patru copii: Elena și Pollux ai lui Zeus și Castor și Clitemnestra ai lui Tyndareos. Tyndareos a mai avut trei fiice cu Leda: Timandra, Phoebe și Philone.

## Pețirea Elenei
Când Tieste a pus mâna pe tronul din Micene, cei doi fii ai ex-regelui Atreu - Agamemnon și Menelau - au venit la Sparta pentru ajutor. Tyndareos le-a oferit găzduire, iar lui Agamemnon i-a oferit pe fiica sa, Clitemnestra.
Elena însă, avea mulți pețitori. Printre ei se numărau Odiseu, Aiax din Salamina, Menestheus, Diomede, Patrocle și Idomeneus. Dar Tyndareos și-a dat fiica vitregă lui Menelau, care a devenit rege al Spartei după moartea sa, deoarece fii lui Tyndareos, Castor și Pollux, au murit pe Muntele Olimp.
Câțiva ani mai târziu, prințul Paris din Troia a venit la Sparta ca să o fure pe Elena și să se căsătorească cu ea. Menelau, care era în Creta, a venit în grabă în Peloponez și a strâns împreună cu fratele său Agamemnon, făcut rege al Micenei armata greacă ce a pornit la războiul troian.
Conform Orestiadei lui Euripide, Tyndareos mai trăia și la întoarcerea grecilor de la Troia, dar alte surse spun că a murit în timpul războiului.